# Silvana Blasi
Silvana Blasi (* 29. September 1931; † 13. Mai 2017 in Ancona) war eine italienische Schauspielerin.
Nach einer Nebenrolle in Stenos Totò a colori (neben Komiker Totò) wurde sie mit der Hauptrolle in Ma femme est une panthère 1960 bekannt. An der Seite von Jean Richard spielte sie dessen Frau Christine, die sich zeitweise in einen Panther verwandelt. Neben einigen weiteren Filmen erreichte sie internationale Bekanntheit als Silvana, die überdrehte Nachbarin des jungen Ehepaars Claude Jade und Jean-Pierre Léaud in François Truffauts Tisch und Bett (1970). Sie war zeitweise Vertraute Christines in deren Ehekrise und hatte auch die bitteren Schlussworte, wenn Antoine und Christine ihr Verhalten – Mantel und Tasche landen im Treppenhaus, wo Christine sie eilig schnappt – kopierten: „Jetzt lieben sich die beiden wirklich“.
Weitere Rollen hatte Silvana Blasi in Claude Chabrols Der zehnte Tag (1971) und als Mrs. Evans neben Charles Bronson und Anthony Perkins in Der aus dem Dunkel kam / Der Mörder hinter der Tür (1971).